# Joan Crosas i Casadesús
Joan Crosas i Casadesús (l'Esquirol, 11 de novembre de 1947) és un cantant i actor de teatre, televisió, cinema i de doblatge català.

## Biografia
Va estudiar harmonia, pedagogia musical i cant al Conservatori Superior de Música del Liceu. Durant quinze anys formà part del grup de música en català Esquirols, amb el qual va gravar vuit discs. Al mateix temps va dirigir i presentar espectacles musicals pedagògics amb la col·laboració amb el grup d'espectacles infantils i juvenils Rialles. Més tard va actuar al circuit La Caixa a les escoles en diversos espectacles musico-teatrals.
A partir d'aquesta experiència musical es va incorporar al món del doblatge a Barcelona. La seva primera experiència va ser doblant al català cançons de la pel·lícula Les aventures de Toby Nelson. El seu to de veu és greu. Va prestar la seva veu a actors com Morgan Freeman (per exemple, a Cadena perpètua), Christopher Lee (en el personatge de Sàruman a la saga d'El Senyor dels Anells), Anthony Quinn o Patrick Stewart. També va doblar el personatge de Luca Brasi (Lenny Montana) a El Padrí i l'àrab Sallah a Indiana Jones i l'última croada i A la recerca de l'arca perduda. De la mateixa manera, ha participat en els doblatges de la sèrie Hook posant la veu a Bob Hoskins, així com de la sèrie infantil Els Picapedra. Més tard es va consagrar com a director de doblatge a sèries com Star Trek: La nova generació, on també va posar veu al personatge de Jean-Luc Picard interpretat per Stewart. Al mateix temps es va incorporar professionalment al teatre de text, al teatre musical, al cinema i a la televisió, treballs que va alternant.
Destaquen els seus treballs a les obres teatrals Chicago, My Fair Lady, Sweeney Todd —sota la direcció de Mario Gas— o a Los Miserables, espectacle que es va mantenir durant dues temporades al Teatre Apolo de Madrid, sent un èxit rotund. A més a més, el 2004 va protagonitzar l'adaptació que Antonio Mercero va realitzar de l'obra d'Antonio Gala, Los verdes campos del Edén. Una de les actuacions més aplaudides va ser a l'obra Don Quichotte contre l'ange bleu, dirigida per Jérôme Savary, que es va estrenar a París el 2008.
Paral·lelament, potencia la seva carrera cinematogràfica, participant a Barcelona, lament (1990), Makinavaja, el último choriso (1992), El perquè de tot plegat (1995), Libertarias (1996), Gràcies per la propina (1997), Carmen (2003), Chuecatown (2007), Canciones de amor en Lolita's Club (2007), Mil cretins (2011) i, darrerament, a Águila Roja: la película (2011).
A la pantalla petita destaca el seu treball a sèries com Estació d'enllaç (1995), ¡Más que amigos! (1997–1998), Ventdelplà (2005–2008), Amar en tiempos revueltos (2006–2007), La Riera (2010–2011) o Acusados (2010), al costat de Blanca Portillo.

## Trajectòria artística

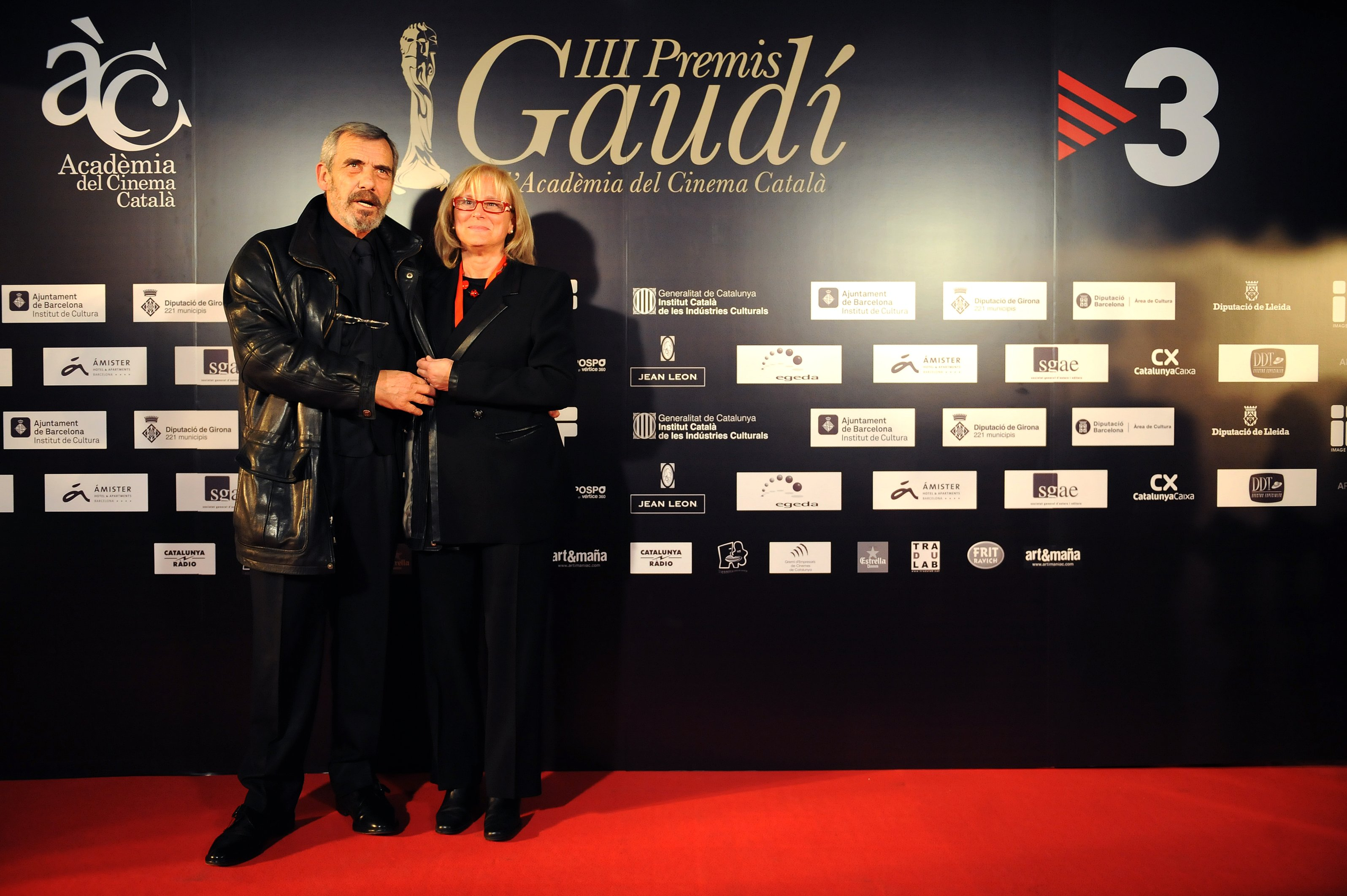
Joan Crosas a la gala dels premis Gaudí 2011

### Teatre
- Mel salvatge, d'Anton Txékhov. Dir. Pere Planella (1986–1987)
- La bona persona del Sezuân, de Bertolt Brecht. Dir. Fabià Puigserver (1988)
- Mar i cel, d'Àngel Guimerà, Xavier de Bru de Sala i Albert Guinovart. Dir. Joan Lluís Bozzo (1989–1991)
- Autèntic oest, de Sam Shepard. Dir. Josep Minguell (1990–1991)
- Timó d'Atenes, de William Shakespeare. Dir. Ariel García Valdés (1991)
- Los Miserables, de Claude-Michel Schönberg, Herbert Kretzmer i Alain Boublil. Dir. Ken Caswell i David White (1992–1993)[2]
- Cal dir-ho?, d'Eugène Labiche. Dir. Josep Maria Flotats (1994)
- Germans de Sang, de Willy Russell. Dir. Ricard Reguant (1994–1995)
- Pel davant i pel darrera, de Michael Frayn. Dir. Alexander Herold (1995–1996)
- Sweeney Todd, de Stephen Sondheim. Dir. Mario Gas (1997–1998)
- Chicago, de Bob Fosse, John Kander i Fred Ebb. Dir. Ricard Reguant (1999–2000)
- My Fair Lady, d'Alan Jay Lerner i Frederick Loewe. Dir. Jaime Azpilicueta (2001–2003)
- Los verdes campos del Edén, d'Antonio Gala. Dir. Antonio Mercero (2004)
- Ana en el Trópico, de Nilo Cruz (2005–2006)
- Don Quichotte contre l'ange bleu, de Jérôme Savary (2008)[3]
- Sweeney Todd, de Stephen Sondheim. Dir. Mario Gas. Reposició (2008–2009)[4][5]
- Lisístrata, d'Aristòfanes. Dir. Jérôme Savary (2010)
- Flor de Nit, d'Albert Guinovart, Manuel Vázquez Montalbán i Joan Lluís Bozzo. Dir. David Pintó (2011)
- El rap de Lady M, de Laura Freijo. Dir. Ariadna Martí (2011)
- La querella de les dones. Christine de Pisan vs. Francesc Eiximenis (Lectura dramatúrgica), de Miquel Pujadó. Dir. Carme Portaceli (2011)
- El comte Arnau, de Joan Maragall. Dir. Hermann Bonnín (2011–2012)[6]

### Cinema
- Barcelona, lament. Dir. Luis Aller (1990)
- Capità Escalaborns. Dir. Carlos Benpar (1991)
- Els Mars del Sud. Dir. Manuel Esteban (1992)
- Makinavaja, el último choriso. Dir. Carlos Suárez (1992)
- El somni de Maureen. Dir. Romà Guardiet (1993)
- El perquè de tot plegat. Dir. Ventura Pons (1995)
- Antártida. Dir. Manuel Huerga (1995)
- Fiesta. Dir. Pierre Boutron (1995)
- Libertarias. Dir. Vicente Aranda (1996)
- No se puede tener todo. Dir. Jesús Garay (1997)
- En brazos de la mujer madura. Dir. Manuel Lombardero (1997)
- Gràcies per la propina. Dir. Francesc Bellmunt (1997)
- Primats. Dir. Carlos Jover (1997)
- Pourquoi pas moi ?. Dir. Stéphane Giusti (1999)
- Extraños. Dir. Imanol Uribe (1999)
- Leyenda de fuego. Dir. Roberto Lázaro (2000)
- Nudos. Dir. Lluís Maria Güell (2003)
- Carmen. Dir. Vicente Aranda (2003)
- Dos tipos duros. Dir. Juan Martínez Moreno (2003)
- Reinas. Dir. Manuel Gómez Pereira (2005)
- Aquitania. Dir. Rafa Montesinos (2005)
- Agua con sal. Dir. Pedro Pérez Rosado (2005)
- Chuecatown. Dir. Juan Flahn (2007)
- Canciones de amor en Lolita's Club. Dir. Vicente Aranda (2007)
- Tres metros sobre el cielo. Dir. Fernando González Molina (2010)
- Mil cretins. Dir. Ventura Pons (2011)[7]
- Águila Roja: la película. Dir. José Ramón Ayerra (2011)

### Televisió
- El jove Picasso. Minisèrie (1993)
- La dama enamorada, TV3. Telefilm (1993)
- Estació d'enllaç, TV3. Sèrie (1995)
- Pedralbes Centre. Sèrie (1995)
- Rosa, punt i a part, TV3. Minisèrie (1996)
- Rosa, la lluita, TV3. Sèrie (1996)
- Germans de sang. Telefilm (1996)
- Dones d'aigua, TV3. Sèrie (1997)
- Primera jugada, Televisió de Catalunya. Telefilm (1997)
- ¡Más que amigos!, Telecinco. Sèrie (1997–1998)
- Compañeros, Antena 3. Sèrie (1999)
- Andorra, entre el torb i la Gestapo, Televisió de Catalunya. Minisèrie (2000)
- Antivicio, Antena 3. Sèrie (2000–2001)
- Maneras de sobrevivir, Telecinco. Sèrie (2005)
- Mòbbing. Telefilm (2006)
- Amar en tiempos revueltos, La 1. Telenovel·la (2006–2007)
- Ventdelplà, TV3. Sèrie (2005–2008)
- Hermanos y Detectives, Telecinco. Sèrie (2009)
- Acusados, Telecinco. Sèrie (2010)
- La Riera, TV3.[8] Telenovel·la (2010–2011)
- Gran Reserva, La 1. Sèrie (2011)
- Los misterios de Laura, La 1. Sèrie (2011)
- 14 d'abril. Macià contra Companys, TV3. Telefilm (2011)

## Premis i nominacions

### Premis
- 2008-2009: Premi Gran Vía pel seu paper a Sweeney Todd[9]
- 2008: Premi Unió d'Actors al millor actor protagonista de teatre per Sweeney Todd[10][11][12]
- 2008: Premi Gran Vía d'Honor del Teatre Musical[13]
- 2002: Premi Max al millor actor de repartiment per My Fair Lady
- 1992-1993: Premi Locos del Teatro pel seu paper de Thenardier a Los Miserables

### Nominacions
- 2009: Premi Butaca al millor actor de teatre musical per Sweeney Todd[14]
- 1991: Premi de l'Associació d'Actors i Directors Professionals de Catalunya al millor actor de repartiment per Timó d'Atenes
- 1989–1991: Premi de l'Associació d'Actors i Directors Professionals de Catalunya al millor actor de repartiment per Mar i cel

## Publicacions
- Joan Crosas & Joan Vilamala i Terricabras, Cançoner Les cançons d'Esquirols, tom IV, Dinsic Publicacions Musicals, s.d., 152 pàgines, ISMN M-69210-239-7